# Clay Regazzoni
Gianclaudio Giuseppe „Clay“ Regazzoni (* 5. September 1939 in Porza; † 15. Dezember 2006 nahe Fontevivo bei Parma, Italien) war ein Schweizer Automobilrennfahrer. Er startete von 1970 bis 1980 in der Formel 1 und wurde 1974 Vizeweltmeister.

## Karriere
Clay Regazzoni begann seine Karriere 1963, fuhr ab 1965 in der Formel 3 und wechselte 1967 von Brabham zum italienischen Rennstall Tecno. Im Jahr darauf stieg er in die Formel 2 ein. 1969 fuhr er bereits kurzzeitig Ferrari, ging aber wieder zurück zu Tecno. 1970 begann er im bereits fortgeschrittenen Alter von 30 Jahren seine Formel-1-Karriere bei Ferrari und wurde auf Anhieb Dritter der Fahrerweltmeisterschaft. Parallel fuhr er in diesem Jahr noch in der Formel 2 bei Tecno und wurde dort Europameister.

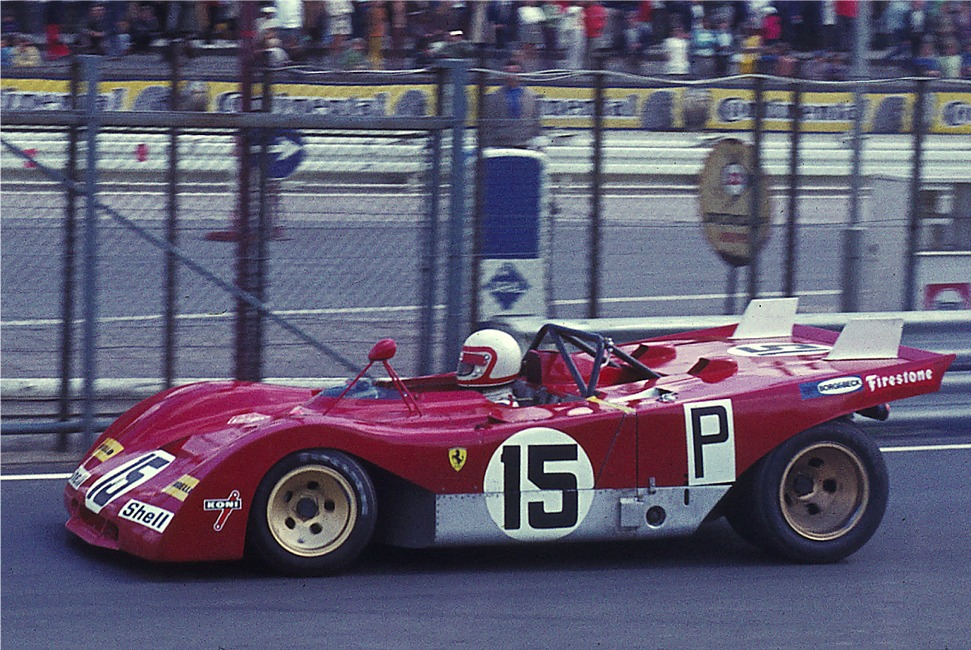
Regazzoni 1971 im Ferrari 312PB

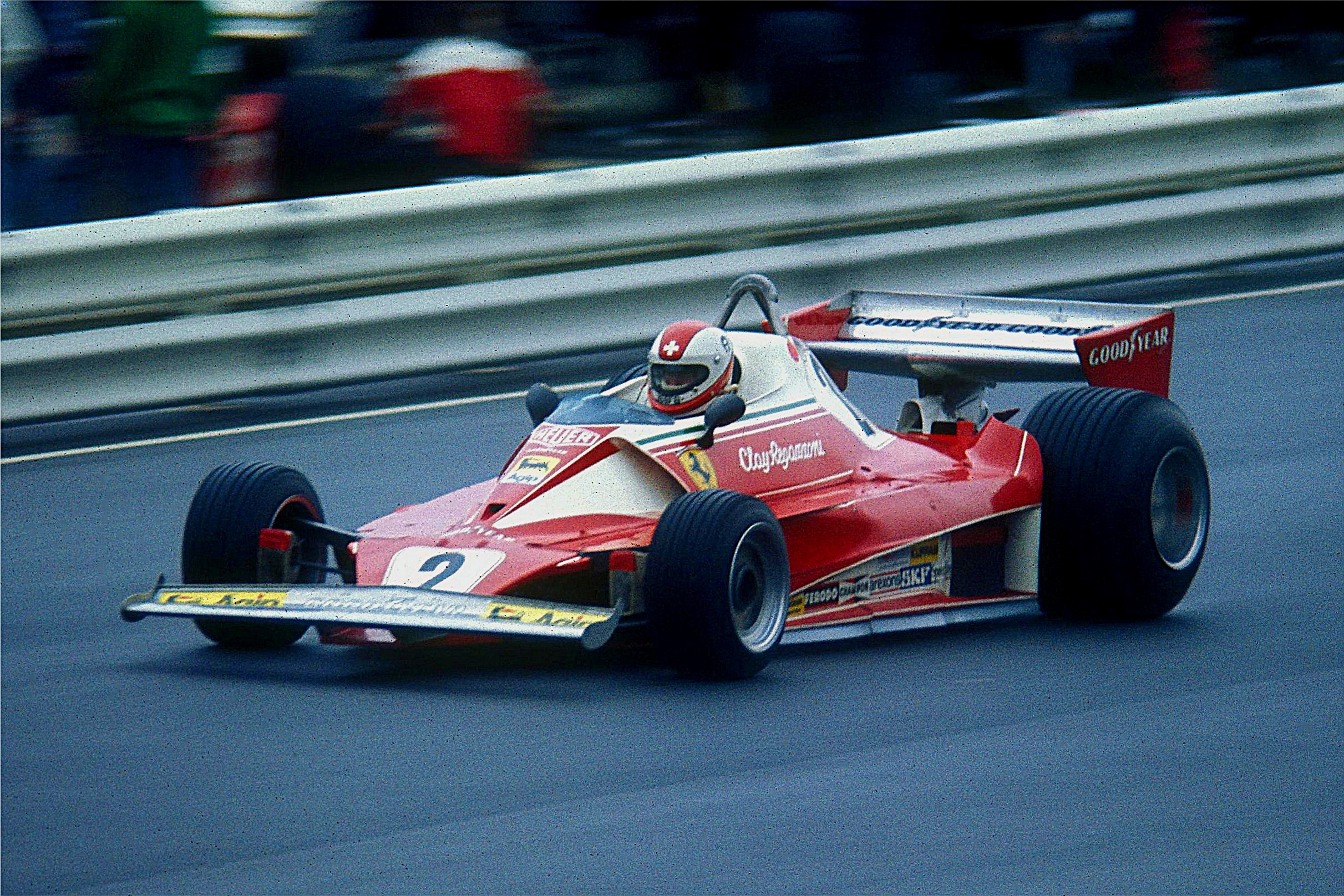
Regazzoni 1976 im Ferrari 312T2

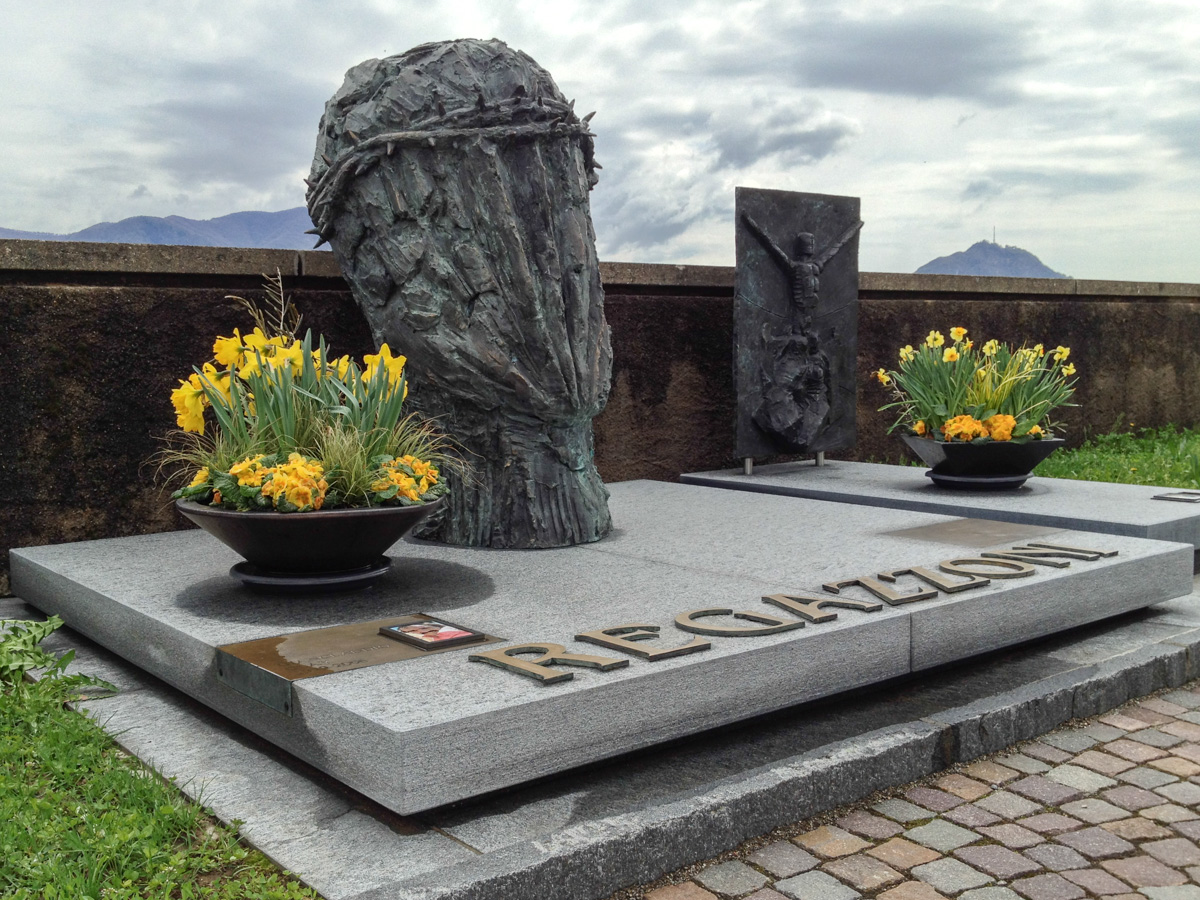
Grab von Clay Regazzoni in Porza

Nach einem kurzen Intermezzo 1973 bei B.R.M. kehrte Regazzoni gemeinsam mit seinem Teamkollegen Niki Lauda zu Ferrari zurück. Das Duo Lauda/Regazzoni führte in den folgenden Jahren die damals erfolglose „Scuderia“ zurück an die Spitze, in drei Jahren siegten Lauda zwölfmal und Regazzoni dreimal. Nach einer von ihm verursachten Kollision mit Niki Lauda beim Grossen Preis von Grossbritannien 1976 in Brands Hatch musste Regazzoni Ende des Jahres das Ferrari-Team verlassen. Er wechselte 1977 zum Ensign-Team von Mo Nunn, holte mit dem Monoposto fünf WM-Punkte und verpasste beim Rennen in Fuji den zweiten Platz durch einen Motorschaden. 1978 wurde er Mitglied des Shadow-Teams, mit dem er keine hohen Platzierungen erreichen konnte. Sein Teamkollege dort war Hans-Joachim Stuck.
Für 1979 wurde er von Frank Williams als zweiter Pilot neben Alan Jones verpflichtet. Nach Anfangsschwierigkeiten belegte Regazzoni mit dem Williams FW 07 den fünften Platz in der Fahrerwertung und erzielte beim Rennen in Silverstone den ersten GP-Sieg für das Williams-Team. Dennoch verpflichtete Williams für 1980 Carlos Reutemann als neuen Piloten, weil er nach eigener Aussage nicht die beste, sondern die schnellste Nummer zwei im Team haben wollte. Regazzoni kehrte daraufhin zu Ensign zurück.
Doch im vierten WM-Rennen 1980 beendete ein schwerer Unfall seine Karriere. Beim Grand Prix in Long Beach lag Regazzoni an vierter Stelle, als in der Bremszone nach der Shoreline-Drive-Geraden (dem schnellsten Teil der Strecke) sein aus Titan gefertigtes Bremspedal brach. Er raste ungebremst in den in der Auslaufzone stehenden Brabham BT49 des Argentiniers Ricardo Zunino und in die dahinter von Autoreifen nur dürftig geschützte Betonmauer. Die Bergung des Schweizers aus dem total zerknautschten Ensign dauerte geraume Zeit. Regazzoni wurde mit mehreren Unterschenkelfrakturen sowie Kopf- und Rückenwirbelverletzungen in das St. Mary Hospital überführt. Die Wirbelverletzungen stellten sich als so schwer heraus, dass er seitdem querschnittgelähmt war.
Schon 1973 entging Regazzoni dem Tod nur knapp, als beim Grossen Preis von Südafrika in Kyalami nach einem Unfall mit Mike Hailwood und Jacky Ickx sein B.R.M. in Flammen aufging. Hailwood eilte jedoch schnell zu Hilfe und zerrte den Bewusstlosen aus dem brennenden Cockpit. Regazzoni kam so mit Brandwunden davon. Wie viel Glück er bei diesem Unfall hatte, zeigte sich nur Wochen später beim Grand Prix der Niederlande in Zandvoort, als der Brite Roger Williamson ebenfalls einen Feuerunfall hatte, aber jede Hilfe zu spät kam.
Regazzoni bestritt insgesamt 132 Grand Prix, errang dabei 5 Pole-Positions, 5 Siege und 212 WM-Punkte und fuhr 15 schnellste Runden. Sein grösster Erfolg war die Vizeweltmeisterschaft 1974. Wegen seines unbeugsamen Durchstehvermögens wurde er bald Der Unzerstörbare genannt.

## Seine letzten Jahre
Trotz seiner Querschnittlähmung fuhr Regazzoni weiter Rennen. Mit einer Handgasvorrichtung nahm er in den achtziger und neunziger Jahren mehrmals an der Rallye Paris–Dakar und anderen ähnlichen Rennen teil. Auch im neuen Jahrtausend fuhr er verschiedene Kart-, Fahrrad- (auf Spezial-Dreirad) und Autorennen (GP Tunis 2004 auf einem 1964er Ford Mustang 289, Tour de España 2004 auf Lancia Aurelia BT20 2500 GT usw.). Parallel dazu engagierte sich Regazzoni für medizinische Forschungsprojekte für Querschnittgelähmte und arbeitete als Fernsehkommentator. 1996 verweigerte die FIA sein Ansuchen um eine Lizenz für die Sportwagenweltmeisterschaft.
Am 15. Dezember 2006 kollidierte Clay Regazzoni auf der Schnellstraße bei Fontevivo westlich von Parma in Oberitalien in seinem Chrysler Voyager mit dem Heck eines Lastwagens. Nach Angaben der italienischen Nachrichtenagentur ANSA war er sofort tot. Die Unfallursache ist ungeklärt; zur Unfallzeit herrschten beste Straßen- und Sichtverhältnisse, und es gibt keine Hinweise auf überhöhte Geschwindigkeit, technische oder gesundheitliche Probleme. Clay Regazzoni hinterließ seine Lebenspartnerin, seine Ehefrau sowie ihre beiden Kinder. Er ist auf dem Friedhof von Porza begraben.

## Statistik

### Statistik in der Automobil-Weltmeisterschaft

#### Grand-Prix-Siege
| - 1970 Grosser Preis von Italien (Monza) - 1974 Grosser Preis von Deutschland (Nürburgring) - 1975 Grosser Preis von Italien (Monza) | - 1976 Grosser Preis der USA West (Long Beach) - 1979 Grosser Preis von Grossbritannien (Silverstone) |

#### Gesamtübersicht
- 1970 – Formel 1 bei Ferrari – 8 GP-Rennen, 1 GP-Sieg, 33 WM-Punkte, 3. Weltmeisterschaft
- 1971 – Formel 1 bei Ferrari – 11 GP-Rennen, 13 WM-Punkte, 7. Weltmeisterschaft
- 1972 – Formel 1 bei Ferrari – 10 GP-Rennen, 15 WM-Punkte, 6. Weltmeisterschaft
- 1973 – Formel 1 bei B.R.M. – 14 GP-Rennen, 2 WM-Punkte, 17. Weltmeisterschaft
- 1974 – Formel 1 bei Ferrari – 15 GP-Rennen, 1 GP-Sieg, 52 WM-Punkte, 2. Weltmeisterschaft
- 1975 – Formel 1 bei Ferrari – 14 GP-Rennen, 1 GP-Sieg, 25-WM-Punkte, 5. Weltmeisterschaft
- 1976 – Formel 1 bei Ferrari – 15 GP-Rennen, 1 GP-Sieg, 31-WM-Punkte, 5. Weltmeisterschaft
- 1977 – Formel 1 bei Ensign Ford – 17 GP-Rennen, 5 WM-Punkte, 17. Weltmeisterschaft
- 1978 – Formel 1 bei Shadow-Ford – 16 GP-Rennen, 4 WM-Punkte, 16. Weltmeisterschaft
- 1979 – Formel 1 bei Williams-Ford – 15 GP-Rennen, 1 GP-Sieg, 32 WM-Punkte, 5. Weltmeisterschaft
- 1980 – Formel 1 bei Ensign Ford – 4 GP-Rennen, 0 WM-Punkte, schwerer Unfall im GP US-West in Long Beach, seither querschnittgelähmt

#### Einzelergebnisse
| Saison | 1   | 2   | 3   | 4   | 5   | 6   | 7   | 8   | 9   | 10  | 11  | 12  | 13  | 14  | 15  | 16  | 17 |
| ------ | --- | --- | --- | --- | --- | --- | --- | --- | --- | --- | --- | --- | --- | --- | --- | --- | -- |
| 1970   |     |     |     |     |     |     |     |     |     |     |     |     |     |     |     |     |    |
|        |     |     |     | 4   |     | 4   | DNF | 2   | 1   | 2   | 13  | 2   |     |     |     |     |    |
| 1971   |     |     |     |     |     |     |     |     |     |     |     |     |     |     |     |     |    |
| 3      | DNF | DNF | 3   | DNF | DNF | 3   | DNF | DNF | DNF | 6   |     |     |     |     |     |     |    |
| 1972   |     |     |     |     |     |     |     |     |     |     |     |     |     |     |     |     |    |
| 4      | 12  | 3   | DNF | DNF |     |     | 2   | DNF | DNF | 5   | 8   |     |     |     |     |     |    |
| 1973   |     |     |     |     |     |     |     |     |     |     |     |     |     |     |     |     |    |
| 7      | 6   | DNF | 9   | 10* | DNF | 9   | 12  | 7   | 8   | DNF | 6   | DNF |     | 8   |     |     |    |
| 1974   |     |     |     |     |     |     |     |     |     |     |     |     |     |     |     |     |    |
| 3      | 2   | DNF | 2   | 4   | 4   | DNF | 2   | 3   | 4   | 1   | 5   | DNF | 2   | 11  |     |     |    |
| 1975   |     |     |     |     |     |     |     |     |     |     |     |     |     |     |     |     |    |
| 4      | 4   | 16* | NC  | DNF | 5   | 3   | 3   | DNF | 13  | DNF | 7   | 1   | DNF |     |     |     |    |
| 1976   |     |     |     |     |     |     |     |     |     |     |     |     |     |     |     |     |    |
| 7      | DNF | 1   | 11  | 2   | 14* | 6   | DNF | DNF | 9   |     | 2   | 2   | 6   | 7   | 5   |     |    |
| 1977   |     |     |     |     |     |     |     |     |     |     |     |     |     |     |     |     |    |
| 6      | DNF | 9   | DNF | DNF | DNQ | DNF | 7   | 7   | DNQ | DNF | DNF | DNF | 5   | 5   | DNF | DNF |    |
| 1978   |     |     |     |     |     |     |     |     |     |     |     |     |     |     |     |     |    |
| 15     | 5   | DNQ | 10  | DNQ | DNF | 15* | 5   | DNF | DNF | DNQ | NC  | DNQ | NC  | 14  | DNQ |     |    |
| 1979   |     |     |     |     |     |     |     |     |     |     |     |     |     |     |     |     |    |
| 10     | 15  | 9   | DNF | DNF | DNF | 2   | 6   | 1   | 2   | 5   | DNF | 3   | 3   | DNF |     |     |    |
| 1980   |     |     |     |     |     |     |     |     |     |     |     |     |     |     |     |     |    |
| NC     | DNF | 9   | DNF |     |     |     |     |     |     |     |     |     |     |     |     |     |    |

| Legende  | Legende            | Legende                                                          |
| Farbe    | Abkürzung          | Bedeutung                                                        |
| -------- | ------------------ | ---------------------------------------------------------------- |
| Gold     | –                  | Sieg                                                             |
| Silber   | –                  | 2. Platz                                                         |
| Bronze   | –                  | 3. Platz                                                         |
| Grün     | –                  | Platzierung in den Punkten                                       |
| Blau     | –                  | Klassifiziert außerhalb der Punkteränge                          |
| Violett  | DNF                | Rennen nicht beendet (did not finish)                            |
| Violett  | NC                 | nicht klassifiziert (not classified)                             |
| Rot      | DNQ                | nicht qualifiziert (did not qualify)                             |
| Rot      | DNPQ               | in Vorqualifikation gescheitert (did not pre-qualify)            |
| Schwarz  | DSQ                | disqualifiziert (disqualified)                                   |
| Weiß     | DNS                | nicht am Start (did not start)                                   |
| Weiß     | WD                 | zurückgezogen (withdrawn)                                        |
| Hellblau | PO                 | nur am Training teilgenommen (practiced only)                    |
| Hellblau | TD                 | Freitags-Testfahrer (test driver)                                |
| ohne     | DNP                | nicht am Training teilgenommen (did not practice)                |
| ohne     | INJ                | verletzt oder krank (injured)                                    |
| ohne     | EX                 | ausgeschlossen (excluded)                                        |
| ohne     | DNA                | nicht erschienen (did not arrive)                                |
| ohne     | C                  | Rennen abgesagt (cancelled)                                      |
| ohne     | keine WM-Teilnahme |                                                                  |
| sonstige | P/fett             | Pole-Position                                                    |
| sonstige | 1/2/3/4/5/6/7/8    | Punktplatzierung im Sprint-/Qualifikationsrennen                 |
| sonstige | SR/kursiv          | Schnellste Rennrunde                                             |
| sonstige | *                  | nicht im Ziel, aufgrund der zurückgelegten Distanz aber gewertet |
| sonstige | ()                 | Streichresultate                                                 |
| sonstige | unterstrichen      | Führender in der Gesamtwertung                                   |

### Le-Mans-Ergebnisse
| Jahr | Team              | Fahrzeug     | Teamkollege     | Platzierung | Ausfallgrund |
| ---- | ----------------- | ------------ | --------------- | ----------- | ------------ |
| 1970 | SpA Ferrari SEFAC | Ferrari 512S | Arturo Merzario | Ausfall     | Unfall       |

### Sebring-Ergebnisse
| Jahr | Team    | Fahrzeug      | Teamkollege  | Platzierung | Ausfallgrund |
| ---- | ------- | ------------- | ------------ | ----------- | ------------ |
| 1972 | Ferrari | Ferrari 312PB | Brian Redman | Ausfall     | Batterie     |

### Einzelergebnisse in der Sportwagen-Weltmeisterschaft
| Saison | Team             | Rennwagen      | 1   | 2   | 3   | 4   | 5   | 6   | 7   | 8   | 9   | 10  | 11  |
| ------ | ---------------- | -------------- | --- | --- | --- | --- | --- | --- | --- | --- | --- | --- | --- |
| 1970   | Scuderia Ferrari | Ferrari 512S   | DAY | SEB | BRH | MON | TAR | SPA | NÜR | LEM | WAT | ZEL |     |
| 1970   | Scuderia Ferrari | Ferrari 512S   |     |     |     |     | DNF |     |     |     |     |     |     |
| 1971   | Scuderia Ferrari | Ferrari 312PB  | BUA | DAY | SEB | BRH | MON | SPA | TAR | NÜR | LEM | ZEL | WAT |
| 1971   | Scuderia Ferrari | Ferrari 312PB  |     |     |     | 2   | DNF | 8   |     | DNF |     | DNF |     |
| 1972   | Scuderia Ferrari | Ferrari 312PB  | BUA | DAY | SEB | BRH | MON | SPA | TAR | NÜR | LEM | ZEL | WAT |
| 1972   | Scuderia Ferrari | Ferrari 312PB  | 2   | 4   | DNF | 5   | 1   | 2   |     | DNF |     |     |     |
| 1973   | Autodelta        | Alfa Romeo T33 | DAY | VAL | DIJ | MON | SPA | TAR | NÜR | LEM | ZEL | WAT |     |
| 1973   | Autodelta        | Alfa Romeo T33 |     |     |     |     |     |     | DNF |     | DNF |     |     |